# Pabakkamon
Pabakkamon est un fonctionnaire de l'Égypte antique sous le règne du pharaon Ramsès III de la XXe dynastie. Avec la reine secondaire Tiyi, il est l'un des principaux conspirateurs de la conspiration du harem, un complot visant à renverser Ramsès:416. La conspiration, organisée principalement par Tiyi, avait pour but de déposer ou d'assassiner Ramsès III et de placer Pentaour, son fils et celui de Ramsès, sur le trône à la place de son demi-frère aîné Ramsès IV:416.
Le papyrus judiciaire de Turin indique qu'avant son arrestation, Pabakkamon avait servi de « chef de chambre » à Ramsès:416. Comme les noms de nombreux autres conspirateurs mentionnés dans le papyrus judiciaire, Pabakkamon est en fait un pseudonyme péjoratif reflétant son comportement exécrable ; son véritable nom n'est jamais révélé:421.

Le chambellan Pabakkamon est vraisemblablement le personnage incontournable de la conspiration, son rôle étant de transmettre les ordres vers l'extérieur du palais afin que se mette en place une sédition armée : 

« Il fut traduit à cause du fait qu'il s'était mis de mèche avec Tiyi et les femmes du harem ; il s'associa avec elles. Il se mit à faire passer à l'extérieur leurs messages pour leurs mères et leurs frères qui étaient là-bas, à savoir : « Rassemblez des gens, menez une guerre pour faire rébellion contre votre maître ! » »

— Papyrus judiciaire de Turin (extrait). Traduction de Pascal Vernus.
À l'issue de son procès, Pabakkamon a été exécuté par le feu, une méthode particulièrement stigmatisante car elle était censée empêcher les exécutés de passer dans l'au-delà.